# Hladké Životice
Hladké Životice település Csehországban, Nový Jičín-i járásban. Hladké Životice Pustějov, Bartošovice, Fulnek, Suchdol nad Odrou, Kujavy és Kunín településekkel határos. Lakosainak száma 1040 fő (2024. január 1.).

## Népesség
A település lakosságának változását az alábbi diagram mutatja:
| Lakosok száma | 934  | 958  | 1019 | 944  | 978  | 956  | 980  | 1005 | 1004 | 1040 |
|               | 1869 | 1890 | 1921 | 1950 | 1980 | 2001 | 2017 | 2019 | 2022 | 2024 |